# Ölgii, Uvs
Ölgii (tiếng Mông Cổ: Өлгий) là một sum của tỉnh Uvs ở Mông Cổ. Vào năm 2008, dân số của sum là 2.444 người.

## Địa lý
Sum có diện tích khoảng 2.300 km2. Trung tâm sum, Khar-Us, nằm cách tỉnh lỵ Ulaangom 120 km và thủ đô Ulaanbaatar 1.600 km.

### Khí hậu
Ölgii có khí hậu hoang mạc. Nhiệt độ trung bình hàng năm trong khu vực là 2 °C. Tháng ấm nhất là tháng 7, khi nhiệt độ trung bình là 22 °C và lạnh nhất là tháng 1, với −21 °C. Lượng mưa trung bình hàng năm là 152 mm. Tháng ẩm ướt nhất là tháng 8, với lượng mưa trung bình là 38 mm, và khô nhất là tháng 3, với 1 mm.

## Kinh tế
Sum có một trường học, bệnh viện và khu dịch vụ.